# Landor Associates

logo van Landor

Landor Associates is een wereldwijd bedrijf op het gebied van merk- en design-consultancy. Het hoofdkantoor bevindt zich in San Francisco, maar het bedrijf heeft nevenvestigingen in onder meer New York, Londen, Parijs en Hamburg. Het werd in 1941 opgericht door Walter Landor, een immigrant uit Duitsland.
Het bedrijf heeft een uitgebreid portfolio met daarin onder meer klussen voor Ferrari, Evian, Dr Pepper, Wolters Kluwer en ABN AMRO.
Landor is een dochter van de WPP Group.
Landor heeft onder andere de huisstijl van Transavia ontworpen.

## The Klamath
The Klamath was een in 1924 gebouwde veerboot, die tot 1956 dienstdeed. Walter Landor kocht de boot, en van 1964 tot 1987 was het het hoofdkwartier van Landor, waarna het bedrijf te groot werd en een regulier kantoor in San Francisco kocht. De boot bleef nog wel het symbool van het bedrijf.